# Sirotčí hrádek
Sirotčí hrádek (także: Sirotčí hrady, Weisenstein, Rasenstein, Rosenburg) – zamek w Czechach, w paśmie Pavlovskich vrchów, w miejscowości Klentnice (kraj południowomorawski), na wzgórzu w zachodniej części miejscowości.

## Historia i architektura
Zamek posadowiono na dwóch trudno dostępnych skałach w połowie XIII wieku, z fundacji rodu Wehingenów, który mianował się także nazwiskiem Sirotek, skąd nazwa obiektu. W 1310 objęli go Liechtensteinowie, którzy przyłączyli go do swojego państwa mikulowskiego. W XVI wieku zamek opustoszał i już poważnie zniszczony przeszedł w 1575 do majątku Ditrichsteinów. Jeszcze w XVIII wieku była zachowana kaplica. Obecnie, na południowej (dostępnej dla turystów) skale, istnieje część zabudowań z wieżą. Na skale północnej (niedostępnej) zachowały się niewielkie fragmenty innej wieży. W skałach wykuta jest cysterna, która służyła do zaopatrywania zamku w wodę.

## Widok
Na północy widoczne są ruiny zamku Děvičky. Oprócz tego widać stąd słowacki zamek Devín, zbiornik wodny Nové Mlýny, pasmo Chřibów, minaret w Lednicach, Białe Karpaty, Święty Pagórek w Mikulovie i część przygranicznych terenów w Austrii.

## Legenda
Według miejscowej legendy, nocami na zamku pojawia się zjawa ognistego psa, a także templariusza, który popełnił grzech porzucenia celibatu.

## Turystyka
Do rozdroża pod zamkiem i na same ruiny prowadzą:
- czerwony szlak z Mikulova do Strachotína,
- żółty szlak lokalny w obrębie Klentnic,
- zielony szlak z Klentnic do wsi Perná[2].

Na rozdroże prowadzi ze wsi droga oficjalnie dostępna dla rowerów (w praktyce, z uwagi na nawierzchnię, tylko MTB). Na rozdrożu znajduje się parking rowerowy oraz bar.

## Galeria

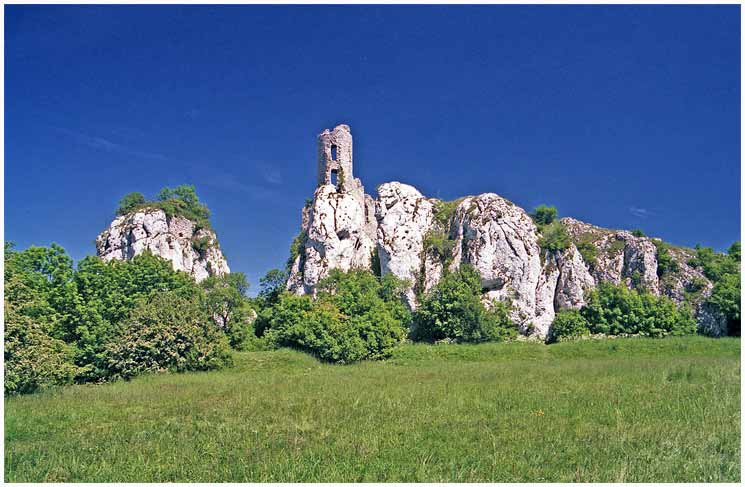
Widok ogólny
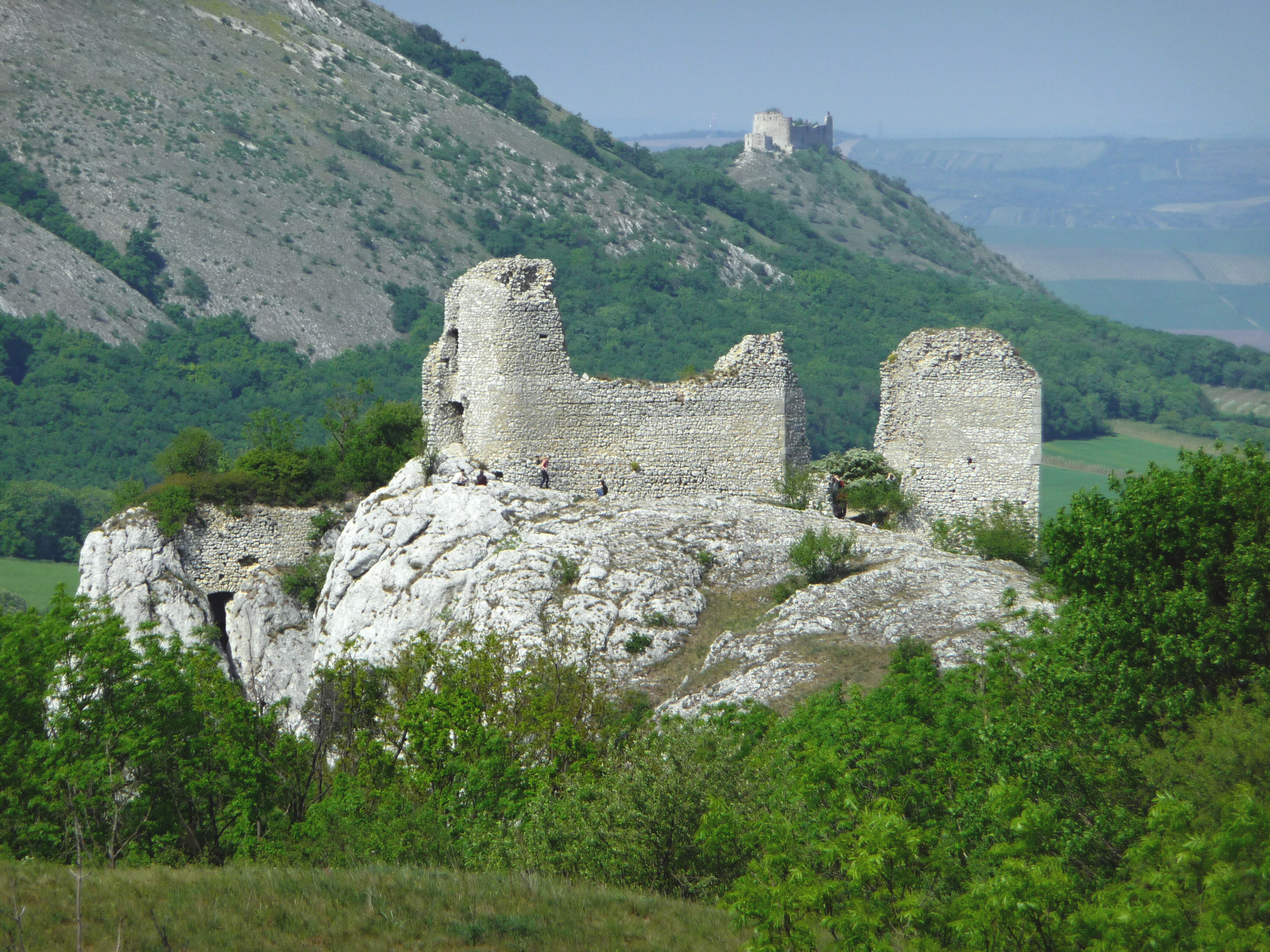
Widok na zamek Děvičky
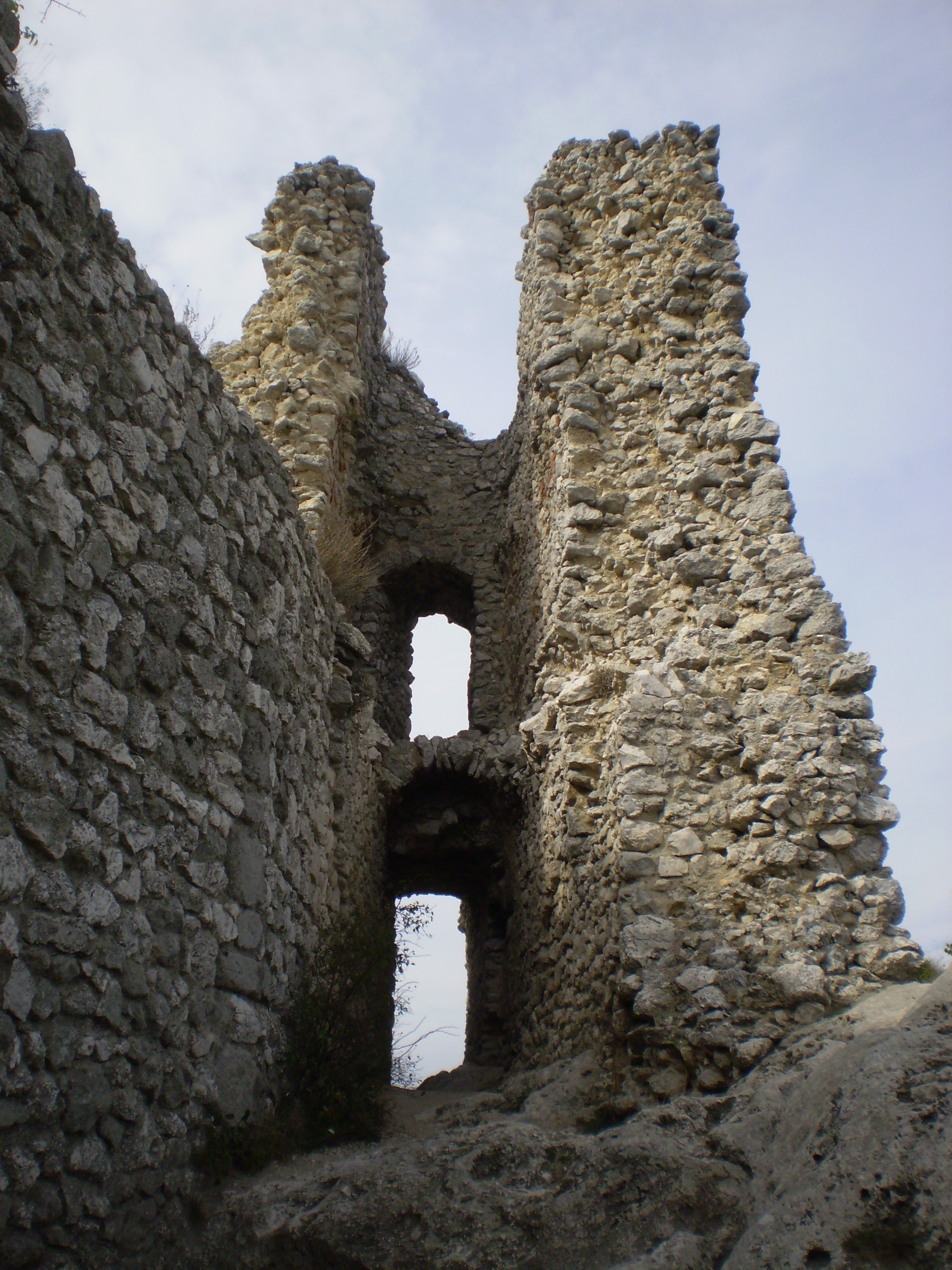
Wieża południowa